# Simulium urbanum
Simulium urbanum är en tvåvingeart som beskrevs av Davies 1966. Simulium urbanum ingår i släktet Simulium och familjen knott. Arten är reproducerande i Sverige. Inga underarter finns listade i Catalogue of Life.